# Нана-Мамбере
Нана-Мамбере (фр. Nana-Mambéré; санго Sêse tî kömändâ-kötä tî Nanä-Mambere) — префектура на западе Центральноафриканской Республики.
- Административный центр — город Буар.
- Площадь — 26 600 км², население — 184 594 человека (2003 год).

## География
Граничит на северо-востоке с префектурой Уам-Пенде, на востоке с префектурой Омбелла-Мпоко, на юге с префектурой Мамбере-Кадеи, на западе с Камеруном.
Через территорию Нана-Мамбере с севера на юг протекают реки Бумбе и Лобае (бассейн реки Убанги).

## Субпрефектуры
- Бабуа
- Баоро
- Буар